# مسیه ۶۸
مسیه ۶۸(به انگلیسی: Messier 68) یا ان‌جی‌سی ۴۵۹۰ یک خوشه ستاره‌ای کروی در صورت فلکی مار باریک است که فاصله آن از زمین سی  و دو هزار سال نوری و قدر ظاهری آن ۹ است.